# В'язовка (Торбеєвський район)
В'я́зовка (рос. Вязовка, ерз. Вязовка) — присілок у складі Торбеєвського району Мордовії, Росія. Входить до складу Варжеляйського сільського поселення.
Населення — 55 осіб (2010; 65 у 2002).
Національний склад станом на 2002 рік:
- мордва — 100 %